# Lista monumentelor istorice din județul Mureș - P

Simbol pentru monumentele istorice

Lista monumentelor istorice din județul Mureș - P cuprinde monumentele istorice înscrise în Patrimoniul cultural național al României și aflate în localități ce încep cu litera P din județul Mureș.
Lista completă este menținută și actualizată periodic de către Ministerul Culturii, Cultelor și Patrimoniului Național din România, prin intermediul Institutului Național al Patrimoniului, ultima versiune datând din 2015. Această listă cuprinde și actualizările ulterioare, realizate prin ordin al ministrului culturii.
| Cod LMI                               | Denumire                                         | Localitate                              | Localizare | Datare, Creatori                           | Imagine               | Erori             |
| ------------------------------------- | ------------------------------------------------ | --------------------------------------- | --- | ------------------------------------------ | --------------------- | ----------------- |
| MS-I-s-B-15405 (RAN: 118646.01)       | Necropola Latène de la Papiu Ilarian             | sat Papiu Ilarian; comuna Papiu Ilarian | „La străunie”, în vatra satului 46.56667°N 24.1875°E | Latène, Cultura geto-dacică                | Încarcă foto \| video | Raportează eroare |
| MS-I-s-B-15406 (RAN: 118646.02)       | Așezarea romană de la Papiu Ilarian              | sat Papiu Ilarian; comuna Papiu Ilarian | „Dealul bisericii”, în vatra satului 46.56667°N 24.18861°E | Epoca romană                               | Încarcă foto \| video | Raportează eroare |
| MS-I-s-B-15407 (RAN: 118762.01)       | Așezarea de epoca bronzului de la Păsăreni       | sat Păsăreni; comuna Păsăreni           | „Gâtul Bozului”, mamelon la NE de sat (toponim - Comori) 46.5°N 24.68333°E | Epoca bronzului timpuriu, Cultura Coțofeni | Încarcă foto \| video | Raportează eroare |
| MS-I-s-B-15408 (RAN: 117257.01)       | Situl arheologic de la Petrilaca de Mureș        | sat Petrilaca de Mureș; comuna Gornești | „Ciortos” |                                            | Încarcă foto \| video | Raportează eroare |
| MS-I-m-B-15408.01 (RAN: 117257.01.03) | Așezare                                          | sat Petrilaca de Mureș; comuna Gornești | „Ciortos”, la E de sat | sec. IV p. Chr.                            | Încarcă foto \| video | Raportează eroare |
| MS-I-m-B-15408.02 (RAN: 117257.01.04) | Necropolă                                        | sat Petrilaca de Mureș; comuna Gornești | „Ciortos”, la E de sat | sec. IV p. Chr.                            | Încarcă foto \| video | Raportează eroare |
| MS-I-m-B-15408.03 (RAN: 117257.01.02) | Așezare                                          | sat Petrilaca de Mureș; comuna Gornești | „Ciortos”, la E de sat | Epoca romană                               | Încarcă foto \| video | Raportează eroare |
| MS-I-m-B-15408.04                     | Așezare                                          | sat Petrilaca de Mureș; comuna Gornești | „Ciortos”, la E de sat | Epoca bronzului, Cultura Wietenberg        | Încarcă foto \| video | Raportează eroare |
| MS-II-m-A-15742 (RAN: 118646.03)      | Biserica reformată                               | sat Papiu Ilarian; comuna Papiu Ilarian | 153 | sec. XIV                                   | Alte imagini          | Raportează eroare |
| MS-II-m-A-15744 (RAN: 117159.02)      | Biserica de lemn „Sfinții Arhangheli”            | sat Păcureni; comuna Glodeni            | 7 46.66285°N 24.55634°E | sec. XVIII                                 | Alte imagini          | Raportează eroare |
| MS-II-m-A-15743 (RAN: 117159.03)      | Biserica reformată                               | sat Păcureni; comuna Glodeni            | 10 | sec. XV                                    | Alte imagini          | Raportează eroare |
| MS-II-m-A-15745 (RAN: 118708.04)      | Castel                                           | sat Pănet; comuna Pănet                 | | mijl. sec. XVIII                           | Încarcă foto \| video | Raportează eroare |
| MS-II-a-A-15746                       | Ansamblul bisericii de lemn „Sfinții Arhangheli” | sat Pănet; comuna Pănet                 | 480 46.55318°N 24.46679°E | sec. XVIII - XIX                           | Alte imagini          | Raportează eroare |
| MS-II-m-A-15746.01                    | Biserica de lemn „Sfinții Arhangheli”            | sat Pănet; comuna Pănet                 | 480 | 1740                                       |                       | Raportează eroare |
| MS-II-m-A-15746.02                    | Clopotniță de lemn                               | sat Pănet; comuna Pănet                 | 480 | 1848                                       |                       | Raportează eroare |
| MS-II-m-A-15747 (RAN: 118708.02)      | Poartă din lemn                                  | sat Pănet; comuna Pănet                 | 676, la intrarea în curtea bisericii reformate | 1787 Péter Zolcsák (2020) (arhitect)       | Alte imagini          | Raportează eroare |
| MS-II-a-A-15748                       | Ansamblul bisericii reformate                    | sat Periș; comuna Gornești              | 271 | sec. XIV - XVIII                           | Alte imagini          | Raportează eroare |
| MS-II-m-A-15748.01                    | Biserica reformată                               | sat Periș; comuna Gornești              | 271 | sec. XIV                                   | Alte imagini          | Raportează eroare |
| MS-II-m-A-15748.02                    | Clopotniță din lemn                              | sat Periș; comuna Gornești              | 271 | sec. XVIII                                 | Alte imagini          | Raportează eroare |
| MS-II-m-B-15749                       | Biserica evanghelică                             | sat Petea; comuna Band                  | | sec. XIX                                   | Încarcă foto \| video | Raportează eroare |
| MS-II-a-A-15750                       | Ansamblul bisericii de lemn „Sfinții Apostoli”   | sat Petea; comuna Band                  | 68 | mijl. sec. XVIII                           | Alte imagini          | Raportează eroare |
| MS-II-m-A-15750.01                    | Biserica de lemn „Sfinții Apostoli”              | sat Petea; comuna Band                  | 68 | 1741                                       |                       | Raportează eroare |
| MS-II-m-A-15750.02                    | Clopotniță din lemn                              | sat Petea; comuna Band                  | 68 | 1761                                       |                       | Raportează eroare |
| MS-II-a-A-15752                       | Ansamblu rural - case săsești                    | sat Petelea; comuna Petelea             | Nr. 239, 370-372, 379, 385-389, 392, 396-398, 404, 407, 422-423, 425-427, 430-435, 460, 553-554, 567, 570-574, 577-581, 593-594, 598-601, 605-609, 621-623, 629-633, 636-637, 648-649, 654, 661-666, 674-680, 684, 686, 691-694. | sec. XVIII - XX                            | Încarcă foto \| video | Raportează eroare |
| MS-II-a-B-15753                       | Ansamblul bisericii de lemn „Sfinții Arhangheli” | sat Petelea; comuna Petelea             | 306 | 1750 - 1850                                | Alte imagini          | Raportează eroare |
| MS-II-m-B-15753.01                    | Biserica de lemn „Sfinții Arhangheli”            | sat Petelea; comuna Petelea             | 306 | 1761                                       |                       | Raportează eroare |
| MS-II-m-B-15753.02                    | Clopotniță din lemn                              | sat Petelea; comuna Petelea             | 306 | 1848                                       |                       | Raportează eroare |
| MS-II-m-A-15754 (RAN: 116484.01)      | Biserica reformată, cu turn-clopotniță           | sat Petrilaca de Mureș; comuna Gornești | | 1782 - 1786 (biserica),1861(turnul)        | Alte imagini          | Raportează eroare |
| MS-II-m-A-15755 (RAN: 116019.01)      | Biserica de lemn „Sfântul Ioan Botezătorul”      | sat Porumbeni; comuna Ceuașu de Câmpie  | 41 | 1749                                       | Alte imagini          | Raportează eroare |